# Darzbór
Darzbór – tradycyjne powitanie leśników i myśliwych, którzy witają się, żegnają się lub życzą sobie powodzenia na polowaniu: „niech cię bór obdarza, niech przynosi ci dary”. Mimo swej archaicznej formy, powstało w latach 20. XX wieku. 
Twórcą zawołania jest Stanisław Wyrwiński – były inspektor w Dyrekcji Lasów w Poznaniu (obecnej Regionalnej Dyrekcji Lasów Państwowych w Poznaniu). Autor, kierując się chęcią integracji polskich leśników i myśliwych oraz wyeliminowania pozostałych po zaborach pozdrowień niemieckich, napisał na Walny Zjazd Leśników Wielkopolski i Pomorza, odbywający się w dniach 31.10–1.11.1920, tekst Hasło Leśników Polskich do melodii Pierwszej Brygady. Powstały utwór można traktować jako hymn polskich leśników:
Stajemy dziś razem zbratani,
Jak jeden mąż – jak jeden mur,
Obronie puszcz i kniei oddani,
Od morza fal, do szczytów gór;
My borów władarze
Stajem przy sztandarze.
Darz Bór! – tak hasło brzmi,
Gra hejnał chór -
Darz Bór! – Darz Bór!
Do pracy więc w zgodnej gromadzie,
Bo wielki trud – bo pilny czas,
Wspierajmy się w znoju i radzie,
My Leśna Brać – o polski las;
My borów władarze
Stajem przy sztandarze.
Darz Bór! – tak hasło brzmi,
Gra hejnał chór -
Darz Bór! – Darz Bór!

## Wyjaśnienie pisowni
W pozdrowieniu darzbór nie chodzi o formę trybu rozkazującego 2. osoby darz, lecz o starą formę rozkaźnika 3. osoby i nie odpowiada ono dzisiejszemu darz nam, borze, lecz niech ci bór darzy, czyli niech cię obdarza, przynosi dary. Powiedzenie darz bór! jest tak samo zbudowane jak formułki: Tak mi dopomóż Bóg czy Bóg zapłać. Nie należy ich uwspółcześniać i zamieniać na Tak mi dopomóż, Boże i Boże, zapłać (czyli wprowadzać formy wołacza Boże), ponieważ człony dopomóż i zapłać nie są rozkaźnikami 2. osoby czasowników dopomagać oraz zapłacić; to także dawne formy 3. osoby trybu rozkazującego, a całość owych powiedzeń odczytuje się następująco: niech mi Bóg dopomoże; niech ci Bóg zapłaci.